# Torneio Roberto Gomes Pedrosa 1968
In 1968 werd de tweede editie gespeeld van het Torneio Roberto Gomes Pedrosa. De competitie wordt ook gezien als het elfde seizoen van de Campeonato Brasileiro Série A. De competitie werd gespeeld van 24 augustus tot 10 december. Santos werd kampioen.
Aan deze editie namen zeventien clubs deel uit zeven verschillende staten, de staten Bahia en Pernambuco hadden voor het eerst een afgevaardigde. Voor de staat Paraná nam dit jaar Atlético Paranaense mee. 

## Eerste fase

### Groep A
| Plaats | Club                | Wed. | W  | G | V  | Saldo | Ptn. |
| ------ | ------------------- | ---- | -- | - | -- | ----- | ---- |
| 1.     | Palmeiras           | 16   | 9  | 6 | 1  | 24:9  | 24   |
| 2.     | Internacional       | 16   | 7  | 6 | 3  | 20:15 | 20   |
| 3.     | Corinthians         | 16   | 10 | 0 | 6  | 23:20 | 20   |
| 4.     | Cruzeiro            | 16   | 6  | 5 | 5  | 22:18 | 17   |
| 5.     | Atlético Paranaense | 16   | 6  | 5 | 5  | 28:25 | 17   |
| 6.     | Bangu               | 16   | 3  | 8 | 5  | 12:17 | 14   |
| 7.     | Botafogo            | 16   | 4  | 5 | 7  | 17:22 | 13   |
| 8.     | Flamengo            | 16   | 2  | 7 | 7  | 10:21 | 11   |
| 9.     | Náutico             | 16   | 2  | 4 | 10 | 12:25 | 8    |

|  | Geplaatst voor de tweede fase |

### Groep B
| Plaats | Club             | Wed. | W | G | V  | Saldo | Ptn. |
| ------ | ---------------- | ---- | - | - | -- | ----- | ---- |
| 1.     | Santos           | 16   | 9 | 4 | 3  | 37:18 | 22   |
| 2.     | Vasco da Gama    | 16   | 9 | 2 | 5  | 27:22 | 20   |
| 3.     | Atlético Mineiro | 16   | 7 | 5 | 4  | 18:15 | 19   |
| 4.     | Grêmio           | 16   | 6 | 7 | 3  | 17:11 | 19   |
| 5.     | São Paulo        | 16   | 4 | 6 | 6  | 23:24 | 14   |
| 6.     | Fluminense       | 16   | 6 | 1 | 9  | 19:23 | 13   |
| 7.     | Portuguesa       | 16   | 3 | 5 | 8  | 18:29 | 11   |
| 8.     | Bahia            | 16   | 4 | 2 | 10 | 14:27 | 10   |

|  | Geplaatst voor de tweede fase |

## Tweede fase
| Plaats | Club          | Wed. | W | G | V | Saldo | Ptn. |
| ------ | ------------- | ---- | - | - | - | ----- | ---- |
| 1.     | Santos        | 3    | 3 | 0 | 0 | 7:2   | 6    |
| 2.     | Internacional | 3    | 1 | 0 | 2 | 6:5   | 2    |
| 3.     | Vasco da Gama | 3    | 1 | 0 | 2 | 4:7   | 2    |
| 4.     | Palmeiras     | 3    | 1 | 0 | 2 | 3:6   | 2    |

|  | Kampioen |

### Kampioen
| Torneio Roberto Gomes Pedrosa 1968 |
| São Paulo                          |
| ---------------------------------- |
| SANTOS Kampioen (6° titel)         |

## Topschutters
| Speler              | Speler            | Goals | Club                |
| ------------------- | ----------------- | ----- | ------------------- |
| Vlag van Brazilië   | Toninho Guerreiro | 18    | Santos              |
| Vlag van Brazilië   | Pelé              | 12    | Santos              |
| Vlag van Argentinië | Luis Artime       | 11    | Palmeiras           |
| Vlag van Brazilië   | Valfrido          | 11    | Vasco da Gama       |
| Vlag van Brazilië   | Claudiomiro       | 9     | Internacional       |
| Vlag van Brazilië   | Alcindo           | 8     | Grêmio              |
| Vlag van Brazilië   | Zé Roberto        | 8     | Atlético Paranaense |
| Vlag van Brazilië   | Paulo Borges      | 8     | Corinthians         |